# 毛里英於菟
毛里 英於菟（もうり ひでおと、1902年〈明治35年〉2月16日 - 1947年〈昭和22年〉2月23日）は、日本の大蔵官僚。代表的な革新官僚であり、またそのイデオローグ・政策立案者として活躍した。筆名は鎌倉 一郎（かまくら いちろう）。

## 人物
『門司新報』社長で衆議院議員でもあった毛里保太郎の次男、妻は亀井貫一郎と亀井凱夫の妹。福岡県に生まれ、小倉中学校、第五高等学校から東京帝国大学法学部を卒業後、大蔵省へ入省。企画院の幹部を歴任した。
1935年（昭和10年）、満洲国財務部に勤務していた毛里はジャーナリストの杉原正巳と意気投合し、後に杉原が主宰する雑誌『解剖時代』に次々と論文を投稿した。杉原の活動は陸軍統制派の永田鉄山の援助を受けたものであった。
迫水久常、美濃部洋次と共に「企画院三羽烏」と呼ばれた。
革新官僚達はマルクス主義の教養を身につけていたといわれるが、特に毛里は教養に止まらず、正木千冬、志賀義雄、服部之総達と共同で東大柳島セトルメントを創設し、活発に活動した。
『毛里英於菟関係文書』が国立国会図書館憲政資料室に寄贈されており、占領地の行政・財政（北支・蒙彊・満洲国・冀東政府等）、企画院の経済政策、1945年の敗戦処理、等の資料や著作・講演の草稿類が蔵書されている。

## 略歴
- 1902年（明治35年）2月16日 福岡県で誕生
- 1925年（大正14年）3月 東京帝国大学法学部を卒業
  - 6月 専売局書記兼大蔵属・専売局長官官房・理財局
  - 11月 高等試験行政科試験合格
- 1927年（昭和2年）4月 大蔵属 兼 専売局書記
  - 5月 専売局書記 兼 大蔵属
  - 9月 司税官・宇治山田税務署長
- 1929年（昭和4年）8月 熊本税務署長
- 1932年（昭和7年）1月 下京税務署長
- 1933年（昭和8年）3月 辞職
  - 4月 満洲国国務院総務庁主計処特別会計科長
- 1934年（昭和9年）1月～9月 兼 秘書処経理科長
- 1936年（昭和11年）7月 〃 財政部理事官・国税科長
- 1937年（昭和12年）5月 〃 税務監督署副署長、支那駐屯軍司令部付
- 1938年（昭和13年）5月 大蔵省預金部資金局監理部監理課長
  - 12月 興亜院経済部第1課長
- 1940年（昭和15年）8月 兼 企画院書記官
- 1941年（昭和16年）5月 企画院総裁官房総務室第1課長
- 1942年（昭和17年）1月 兼 第4課長
  - 11月 兼 第2課長
- 1943年（昭和18年）11月 依願免本官
- 1944年（昭和19年）10月 大日本産業報国会常務理事
- 1945年（昭和20年）6月 綜合計画局第1部長
  - 9月 内閣調査局調査官
  - 10月 依願免本官
- 1947年（昭和22年）2月23日 死去

## 著作
毛里は「鎌倉一郎」のペンネームを使用して雑誌『解剖時代』に下記の論文を投稿した。
- 1938年（昭和13年）10月「東亜共生体建設の諸条件 -長期建設の目標」
  - 11月「『東亜一体』としての政治カ -日支間の原理的政治秩序の確立が第一義だ-」
  - 12月「事件第四期は政治を展開す」
- 1939年（昭和14年）1月「国民組織と東亜協同体の不可分性」
  - 2月「中国の『抗戦建国』を批判す」
  - 3月「東亜協同体と技術の革命 -国民経済確立の一命題-」
  - 4月「日本国民経済の形成と政治 -法としての『東亜の新秩序』」
  - 5月「国民経済と私益」
  - 6月「東亜に於ける『防共』の意義」
  - 9月「技術の解放と政治 -技術精神の革新-」
  - 11月「国民生活組織の基点」
  - 12月「統制経済の貧困の原因 -自然力か組織カか-」
- 1940年（昭和15年）1月「反動を克服する政治 -紀元二千六百年宣言-」
  - 2月「国民意識と政治」
  - 3月「事変完遂の意識と体制 -自由主義秩序の混乱を克服するもの-」
  - 4月「抽象的な物価と具体的な物価」
  - 5月「戦時経済の新階段」
  - 7月「日本東亜世界の次代的秩序 -夫々の編成過程に就いて-」
  - 8月「政治－政策、原理、組織－生活 -国民総力体制の結成について-」
  - 10月「政治の指導性」
  - 11月「支那事変と欧州戦争との密着」
- 1941年（昭和16年）1月「日本技術の具体的任務」
  - 4月「神話を有つ民族」

## 関係項目
- 革新官僚
- 迫水久常
- 美濃部洋次